# Hermann Schultz (Landrat, 1856)
Ludwig August Wilhelm Hermann Schultz (geboren am 18. August 1856 in Berlin;  gestorben am 9. Februar 1939 im Bezirk Schöneberg, Berlin) war ein preußischer Verwaltungsbeamter und auftragsweise Landrat des Kreises Moers.

## Leben
Hermann Schultz war ein Sohn des Zimmermeisters Gustav Adolf Ludwig Schultz und dessen Ehefrau Luise Elisabeth geb. Kahlbaum. Nach dem Besuch eines Gymnasiums studierte Schultz Rechtswissenschaften und wurde nachfolgend zum Dr. jur. promoviert. Er trat dann in den Dienst der preußischen Justizverwaltung, wo er 1882 zum Gerichtsreferendar ernannt wurde. Schultz wechselte 1885 unter Ernennung zum Regierungsreferendar in die preußische Verwaltung des Innern, Beschäftigung fand er dabei zuerst bei der Königlich Preußischen Regierung in Schleswig. Von dort wechselte er vor dem 14. Mai 1887 in gleicher Stellung an die Königlich Preußische Regierung zu Frankfurt an der Oder, wo 1889 mit Ablegung des zweiten Staatsexamens seine Ernennung zum Gerichtsassessor folgte.
Zwischenzeitlich im Dienst der Königlich Preußischen Regierung zu Düsseldorf, versah Schultz dort auftragsweise vom Januar 1895 bis zum 29. Oktober 1895 die Verwaltung des Kreises Moers. Zuletzt lebte er als Regierungsdirektor im Ruhestand in Hildesheim. Er starb verwitwet als Regierungsdirektor a. D. am 9. Februar 1939 in Berlin-Schöneberg, Bülowstr. 22 an Grippe bzw. Lungenentzündung, wohnhaft Hildesheim, Hindenburgplatz 2.

## Familie
Schultz heiratete am 14. Mai 1887 in Berlin die Witwe Clara Wilhelmine Louise Maria gnt. Marie Müller geb. Urban (geboren am 10. Oktober 1856 in Berlin), eine Tochter der Eheleute Johann Carl August Urban, Ratsmaurermeister (geboren um 1823 in Berlin; gestorben am 9. Juni 1896 in Berlin) und Clara Eleonore Alexandrine geb. Rieck.